# Cantó de Veinet
El cantó de Vèina és un cantó francès del departament dels Alts Alps, situat al districte de Gap. Té 8 municipis i el cap és Vèina.

## Municipis
- Chabestan
- Chasteunòu d'Auza
- Furmeier
- Montmaur
- Auza
- Sant Auban d'Auza
- Lo Sais
- Vèina

## Història
| Data d'elecció                           | Identitat         | Partit | Qualitat |
| ---------------------------------------- | ----------------- | ------ | -------- |
| 1961-1979                                | Emile Meurier     | PCF    |          |
| 1979-1994                                | Daniel Chevallier | PS     |          |
| 1994-                                    | Louis Massot      | PS     |          |
| les dades anteriors no són pas conegudes |                   |        |          |
|                                          |                   |        |          |

| 1962  | 1968  | 1975  | 1982  | 1990  | 1999  | 2007  |
| ----- | ----- | ----- | ----- | ----- | ----- | ----- |
| 4.038 | 4.308 | 3.963 | 3.919 | 3.921 | 4.021 | 4.214 |